# 田岡嶺雲
田岡 嶺雲（たおか れいうん、明治3年10月28日（1870年11月21日） - 大正元年（1912年）9月7日）は、近代日本の文芸評論・思想家。本名は佐代治。

## 略歴
土佐国土佐郡石立村（現・高知県高知市内）の出身。小学校時代、自由民権運動の結社「嶽洋社」に入り、最年少の弁士となる。明治23年（1890年）、上京して水産伝習所（現・東京海洋大学水産学部）に入学、内村鑑三に魚類解剖の実習を受ける。翌年、卒業し、東京帝国大学文科大学漢文科選科（現・東京大学文学部）に入学すると、在学中から評論活動を始める。明治27年（1894年）7月、同科を卒業。翌年2月、投書雑誌『青年文』の主筆となり、樋口一葉や泉鏡花の才能をいち早く評価し、近代社会の道徳的頽廃を告発するとともに、貧しい人々の悲惨な生涯を暖かく描き出すことを求め、気鋭の文芸評論家として頭角を現す。
明治29年（1896年）5月、文筆だけでは生活ができず、岡山県津山尋常中学校（現・津山高等学校）の教師となるが、土地の芸妓との恋愛がもつれて帰京し、『万朝報』の論説記者となる。その芸妓との間に生まれたのが、のちの国際法学者・田岡良一である。その紙上、日中韓の同盟による欧米帝国主義からのアジア・アフリカ・中南米の解放を主張するとともに、維新に次ぐ反藩閥・反富閥の「第二の革命」をめざす市民運動を唱えるが、挫折。水戸に赴き、新聞『いはらき』の主筆となるが、これも辞め、中国の上海に渡り、東文学社（日本語学校）の教師となる。ここで康有為派の左派である唐才常、汪康年、文廷式らと交わる。
上海での一年は嶺雲に思想上の変革（天皇信仰からの解放）をもたらすとともに、その生徒だった王国維の眼を近代哲学（カントやショーペンハウアー）に開かせた。王は、その後、ショーペンハウアー哲学に学んで「紅楼夢評論」を書き、中国近代文学の先駆となった。
明治33年（1900年）6月、『九州日報』の特派員として北清事変に従軍するが、自由な取材が許されず、帰国後、戦争の悲惨や日本軍の非合理的な体質を告発する文章を発表。のち、それらを「戦袍余塵（せんぽうよじん）」としてまとめ、宮崎来城との合著『侠文章』に収めた。同年9月、岡山発行の『中国民報』の主筆となるが、翌年4月、教科書検定をめぐっての県知事らの汚職を摘発。かえって官吏侮辱罪に問われ、一審は無罪になったが、控訴審で逆転有罪、3ヵ月間、岡山刑務所に服役した。
日露戦争に対しては民族解放戦争の性格があるとして開戦論の立場に立つが、他方では幸徳秋水や堺利彦らの『週刊平民新聞』に戦争批判のエッセーを連載した。
明治37年（1904年）秋、中国民報社を辞め、上京。翌年秋、雑誌『天鼓』を創刊、文芸評論家としては夏目漱石と木下尚江の才能に注目、与謝野晶子の「君死に給ふこと勿かれ」を批判的に擁護した。
この間に出版された評論集『壺中観』は、人種的・社会的・性的格差のない、国家を超えた世界共同体を構想したことによって発売禁止となった。以後、嶺雲の主要な評論集は悉く発売禁止となる。
明治38年（1905年）9月、『天鼓』の経営が思わしくなく、みたび中国に渡り、蘇州の江蘇師範学堂の教習となるが、脊髄病に犯され、翌々年の春に帰国。京阪の地を転々として病を養う。しかし10月、上京して白河鯉洋らと新聞『東亜新報』を創めるが、翌明治41年（1908年）1月、脊髄病が進行して歩行の自由を失う。以後、寒暑を日光や湯河原、西伊豆に避けながら著作活動を続けることになる。
明治42年（1909年）2月、世界主義の立場に立つ雑誌『黒白』を創刊し、「女子解放論」を執筆し始める。雑誌に発表した文章は抄で、25万字以上に達する原稿が完成したようだが、現在に至っても発見されていない。この年の10月には、自由民権左派による武装反乱を記録した『明治叛臣伝』を出した。同書は、嶺雲が歩行の自由を失っていたので、駆け出し時代の田中貢太郎が筆記担当した。
明治43年（1910年）6月1日、湯河原で同宿していた幸徳秋水が大逆事件容疑で拘引されるのに立ち会っている。
翌年6月から『中央公論』に、田中貢太郎を助手にして波乱に富んだ生涯を回顧した自叙伝『数奇伝（さっきでん）』を書き始める。これが嶺雲の最後の著述となった。
嶺雲には、古典中国文学研究者としての一面がある。中国古典の近代的な再生をめざした叢書「支那文学大綱」（大日本図書株式会社）のために『莊子』（1897年）、『屈原』（1899年）、『蘇東坡』（1897年）、『高青邱』（1899年）、『王漁洋』（1900年）を書いている。また中国古典の日本語訳の最初の試みである「和訳漢文叢書」（玄黄社）の出版を企て、自身も『和訳老子・和訳莊子』（1910年）、『和訳荀子』（同）、『和訳墨子・和訳列子』（1911年）を担当している。
この間、表現の自由だけではなく、歩行の自由も奪われた嶺雲に対して友人の手によって慰問文集が企てられ、1909年に『叢雲』『寄る波』『千波万波』が刊行された。夏目漱石は「夢十夜」を寄せたほか、内村鑑三、大町桂月、笹川臨風、泉鏡花、高浜虚子らが参加した。
明治45年(1912年)1月に、大町桂月・笹川臨風・白河鯉洋らを発起人に、病床の嶺雲を見舞う集いを行った。大正元年（1912年）9月7日、嶺雲が療養先の日光板挽町で没すると、『読売新聞』は同年10月6日号に2頁に及ぶ追悼記事を載せている。墓所は日光市匠町の浄光寺の文豪連理塚と、高知市の田岡家墓所にある。

## 家族

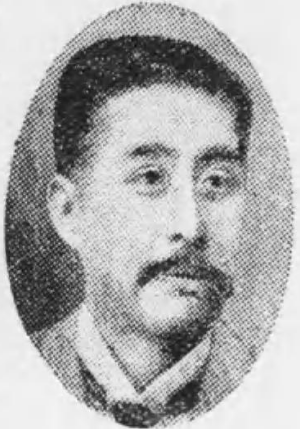
兄の木村久寿弥太

- 父・田岡亨一 - 土佐藩の下級武士。農民の出だが亨一の父親の代に藩の家老の家に出仕し、武士の身分を得た[6]。
- 長兄・田岡典章 (1864年生) - 東亞セメント専務、田岡式セメント石合資代表[7]。妻の田岡寿子(1872年生)は、1920年に日本キリスト教婦人矯風会大阪支部長だった林歌子の遊説をきっかけに横川豊野らと同会の高知支部を創立して支部長となり、岡上菊栄の名親も務めた[8][9]。息子の田岡典夫は直木賞作家。
- 次兄・木村久寿弥太 (1866年生) - 三菱合資総理事、日本工業倶楽部2代目理事長。亨一の二男だが叔父の養子となり、木村家を継いだ。東京帝国大学法学部政治科卒業後、三菱に入社し、最高幹部に出世した。妻のスミは鮎川義介の姉[10]。
- 妻・みね - 井上仁吉の妹[7]

## 主な著作
明治期の刊行
- 嶺雲揺曳 新声社 1899年3月（1992年3月、復刻版・日本図書センター）
- 第二嶺雲揺曳 新声社 1899年11月
- 雲のちぎれ 春陽堂 1900年4月
- 下獄記 文武堂 1901年7月
- 壺中観 蒿山房 1905年4月 発売前発禁
- うろこ雲 蒿山房 1905年6月
- 壺中我観 蒿山房 1906年3月。『壺中観』削除改版。1910年9月に発禁
- 霹靂鞭 日高有倫堂 1907年10月 即時発禁
- 有聲無聲 小川芋銭との合著 蒿山房 1908年9月（2000年6月、西田勝平和研究室編、復刻版・不二出版）
- 三人 巻一 ゴーリキー著 黒白社 1909年7月
- 病中放浪 玄黄社 1910年7月 即時発禁（2000年6月、西田勝平和研究室編、復刻版・不二出版）
- 明治叛臣伝 日高有倫堂 1910年10月
- 数奇伝 玄黄社 1912年5月
- 嶺雲文集 笹川臨風・白河鯉洋編 玄黄社 1913年6月 没後刊

和訳漢文叢書、玄黄社
- 和訳戦国策 1910年
- 和訳韓非子 1910年
- 和訳老子・和訳荘子 1910年
- 和訳墨子・和訳列子 1910年
- 和訳荀子 1910年
- 和訳淮南子 1911年
- 和訳史記列伝 上下 1911年
- 和訳維摩経 1911年
- 和訳春秋左伝 上下 1912年

戦後の出版
- 明治叛臣伝 青木文庫 1953年10月。戦後最初の再刊
- 田岡嶺雲選集 西田勝編 青木文庫 1956年2月
- 嶺雲揺曳 明治文献資料叢書 1965年〈社会主義篇 5 明治文献資料刊行会編〉
- 明治叛臣伝 自由民権の先駆者たち 大勢新聞社 1967年
- 女子解放論 西田勝編 法政大学出版局 1987年7月
- 田岡嶺雲全集 全7巻 西田勝編 法政大学出版局 
  - 第1巻 評論及び感想1（1973年2月）、オンデマンド版2004年
  - 第2巻 評論及び感想2（1987年1月）
  - 第3巻 評論及び感想3（2011年8月）
  - 第4巻 評論及び感想4（2014年4月）
  - 第5巻 記録・伝記（1969年11月）
  - 第6巻 評伝・評論及び感想5（2018年1月）
  - 第7巻 書簡 研究 年譜ほか（2019年2月）
- 数奇伝 平凡社「日本人の自伝4」（1982年5月）、講談社文芸文庫（2020年10月）、電子書籍版も刊